# Cervià de les Garrigues
Cervià de les Garrigues (spanisch Cerviá de Garrigues) ist eine katalanische Gemeinde in der Provinz Lleida im Nordosten Spaniens mit 641 Einwohnern (Stand: 2024). Sie ist Teil der Comarca Garrigues.

## Geographische Lage
Cervià de les Garrigues liegt etwa 28 Kilometer südöstlich von Lleida in einer Höhe von 445 m. 

## Bevölkerungsentwicklung
| Jahr      | 1970 | 1981 | 1991 | 2001 | 2011 | 2021 |
| Einwohner | 1101 | 922  | 849  | 857  | 808  | 665  |

## Sehenswürdigkeiten
- Michaeliskirche
- Marienkapelle
- Rathaus

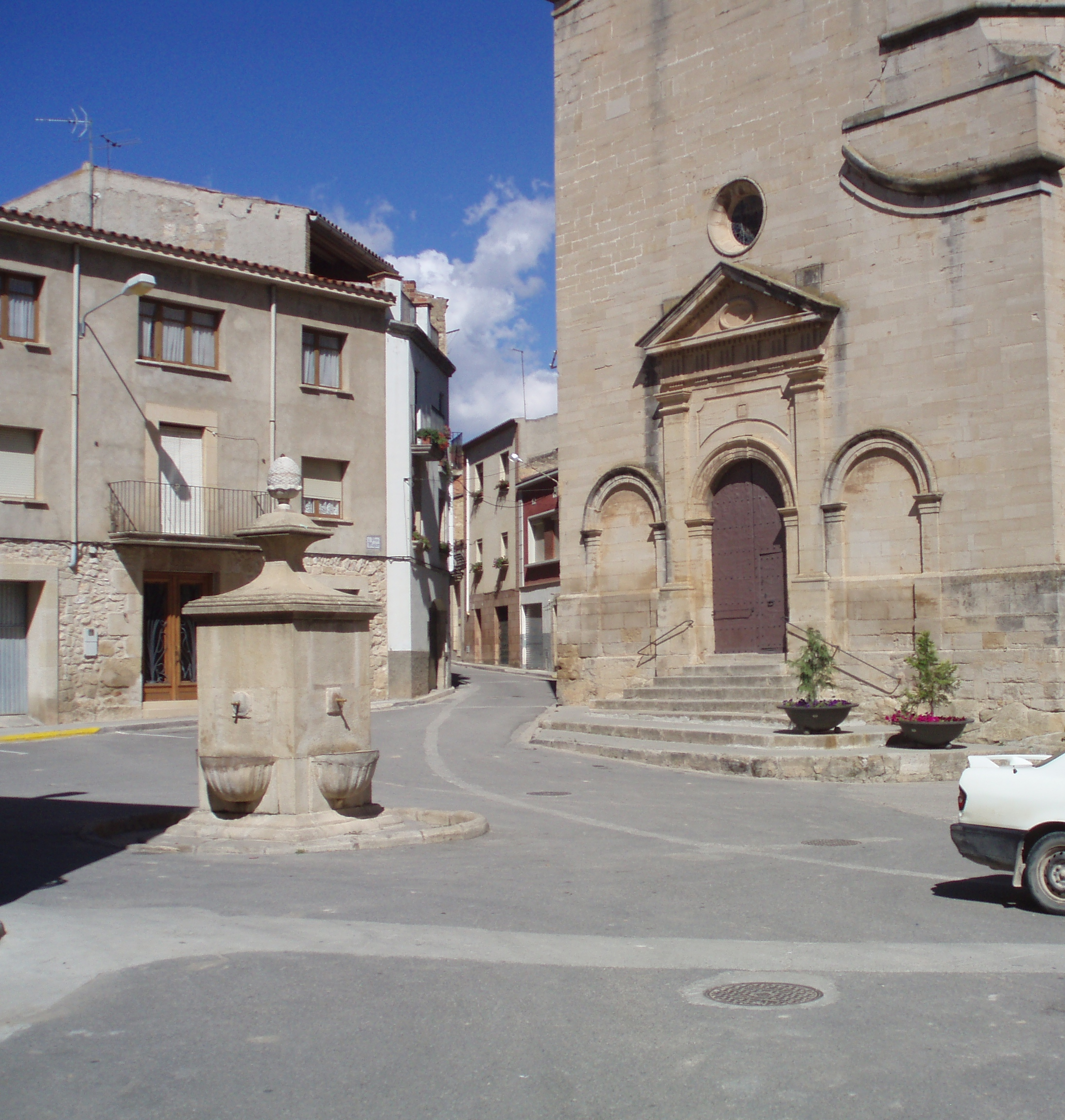
Großer Platz mit dem Eingang zur Michaeliskirche
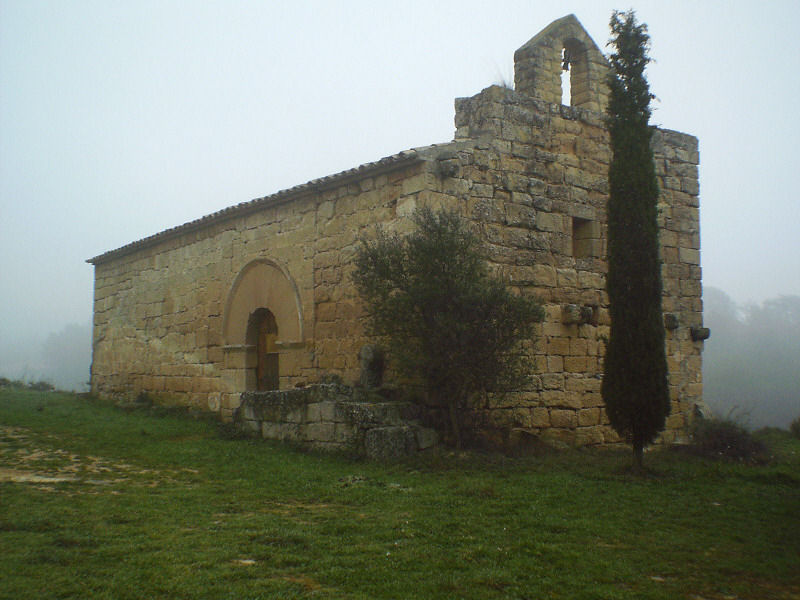
Marienkapelle
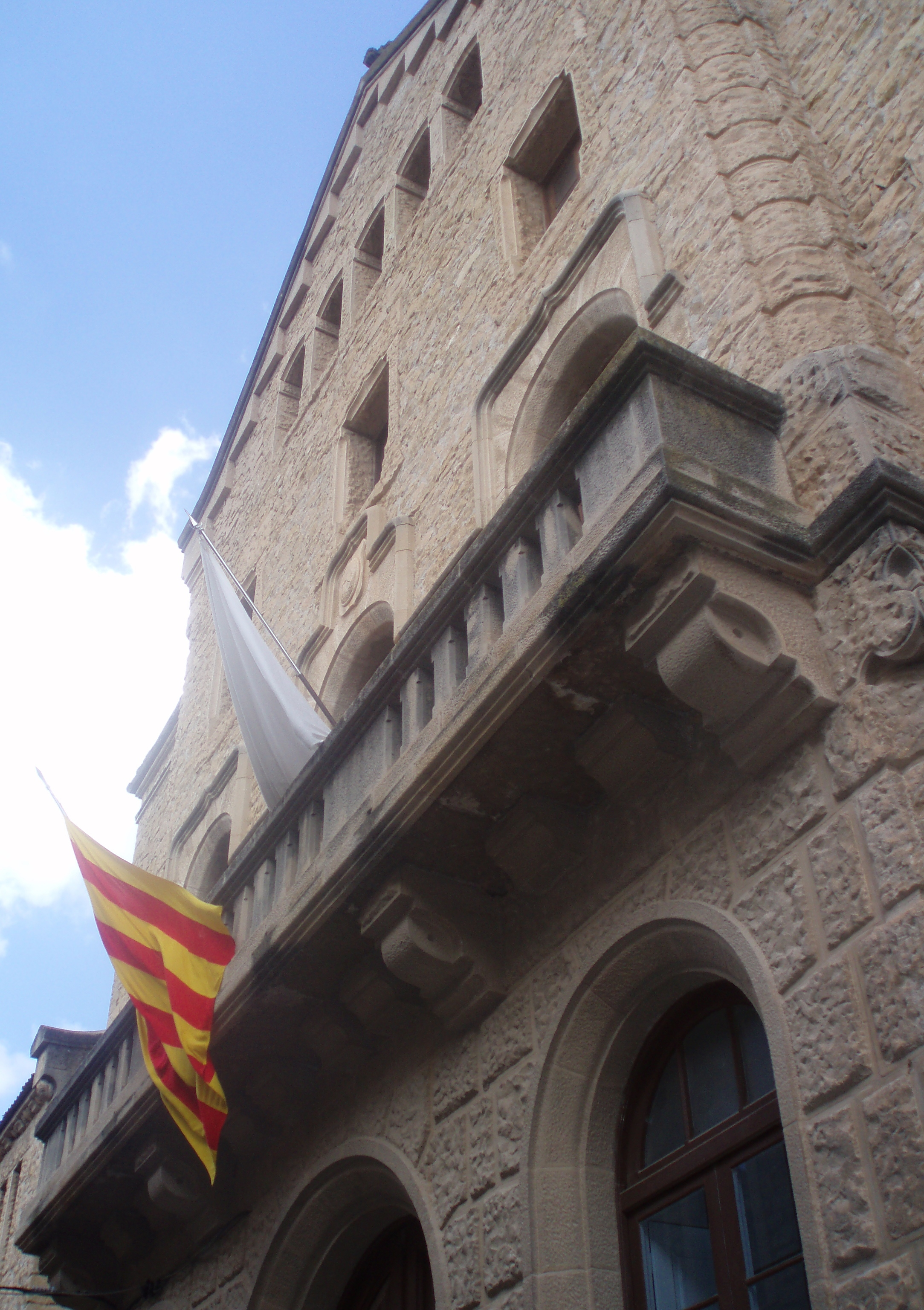
Rathaus